# 敗戦
敗戦（はいせん）は、争いごと・勝負・スポーツの試合などに負けること。

## 概要
日本においては、ただ「敗戦」といった場合には第二次世界大戦（太平洋戦争（大東亜戦争））における敗戦（日本の降伏）を指すことが多い。また、敗戦ではなく終戦という用語が使われることについても論議がなされている。
野球において敗戦は、敗戦投手に記録される投手記録のことを指す。個人記録の場合は敗北と表記することもある。日本プロ野球（NPB）の通算最多記録は金田正一の298、メジャーリーグベースボール（MLB）の最多記録はサイ・ヤングの316であるが、2人とも通算最多勝利記録保持者でもある。
アイスホッケーにおいて敗戦は、敗戦ゴールテンダーに記録されるゴールテンダー記録のことを指し、決勝点を献上したゴールテンダーに敗戦が記録される。
大相撲の通算最多敗戦記録は元関脇旭天鵬勝の944敗。幕内の最多敗戦記録も旭天鵬勝の773敗。
将棋の最多敗戦記録は加藤一二三（元名人・九段）が保持しており、2007年には史上初の通算1000敗を記録し、2017年の引退時点で1180敗となった。
競技によっては、敗戦数記録は単に弱い選手ではすぐ引退に追い込まれてしまうため達成できず、長く第一線で現役を続けた証であるとされ、必ずしも不名誉とはされず、むしろ名誉とされることもある。
例えば、金田の記録を破るためには最低299試合に登板しなくてはならないが、これは現在の日本プロ野球では先発ローテーションで10シーズン以上投げ続けてやっと達成できるペースである。また、加藤が1000敗を達成したことを扱った月刊将棋世界2007年11月号の特集記事は「加藤一二三 偉大なる1000敗」という題名になっており、他に1000敗を記録した有吉道夫・内藤國雄と共に、タイトルおよび順位戦A級経験者の名棋士である。